# トロント・ブルージェイズ
トロント・ブルージェイズ（英語: Toronto Blue Jays、略称: TOR）は、MLB・アメリカンリーグ東地区所属のプロ野球チーム。本拠地はカナダのオンタリオ州トロントにあるロジャーズ・センター。通称「ジェイズ（Jays）」。2005年以降、アメリカ合衆国外で本拠地を構えるMLB唯一のチーム。

## 概要
1977年のエクスパンションで創設された新興球団。低迷期とされるも強豪のニューヨーク・ヤンキース、黄金期のボルチモア・オリオールズ、上昇期のミルウォーキー・ブルワーズ、古豪のボストン・レッドソックス、クリーブランド・インディアンス、デトロイト・タイガースという当時の東地区の他6球団を前に、創設当初のブルージェイズは6年連続最下位という洗礼を受ける。しかし、ボビー・コックスが監督に就任した6年目の1982年は勝敗数・勝率がインディアンスと並び（対インディアンス戦は6勝7敗で負け越し）、この頃には生え抜きの若手選手も台頭し始め、1983年は4位、1984年は2位と上昇し、1985年に初の地区優勝を果たした。

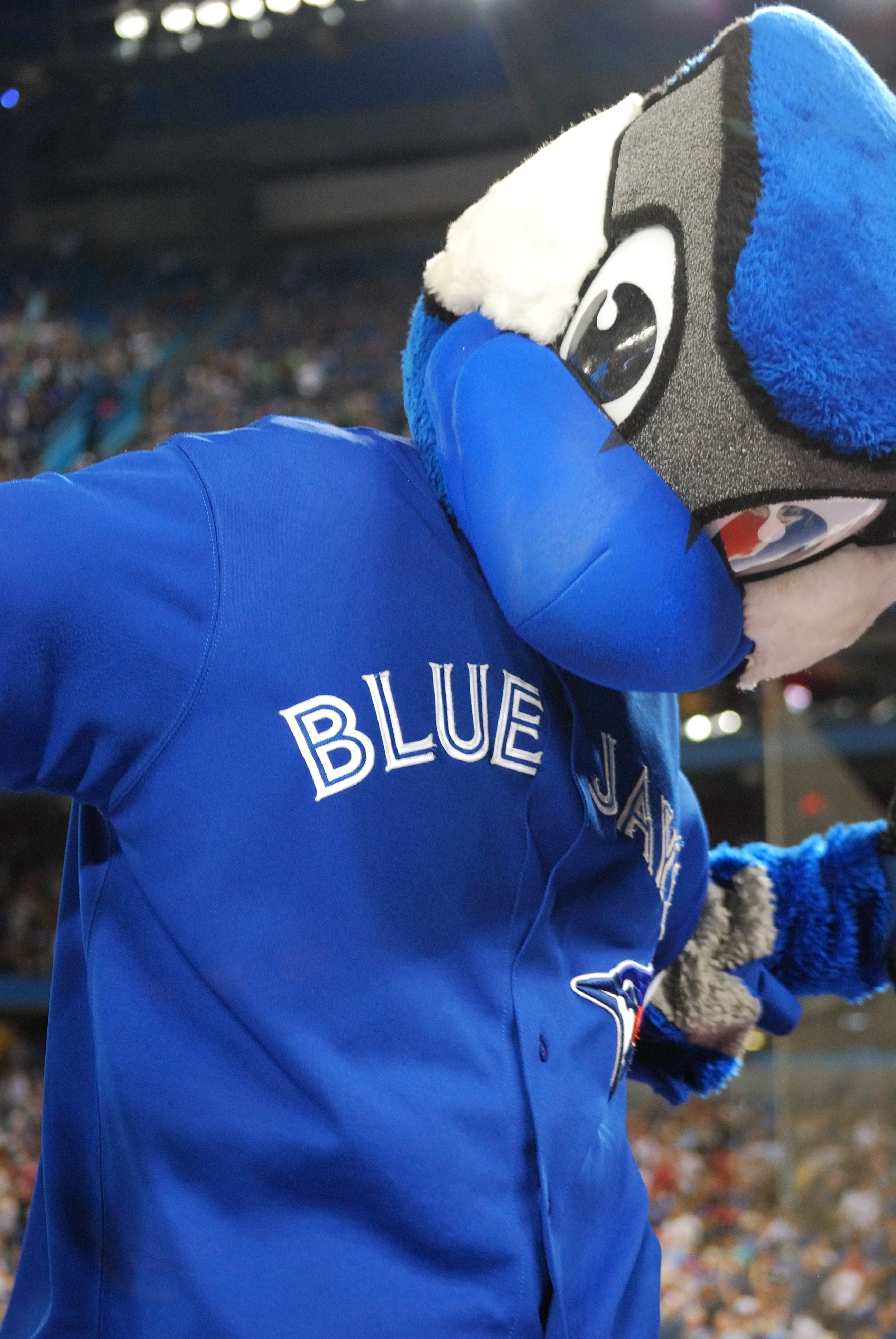
ブルージェイズのマスコット(Ace)

1992年、1993年には、2年連続のワールドチャンピオンに輝き、この頃には観客数も400万人（MLB史上初）を超えるなど、まさに黄金時代を迎えることとなる（2023年現在、リーグ拡張で誕生した球団としては唯一のワールドシリーズ連覇）。しかし、1994年のストライキ以降は勢いを失い、主力選手も次々と退団。優勝争いはおろか上位進出もままならず、2015年に22年ぶりとなる6度目の地区優勝を果たすまで、東地区では最も長きに渡ってポストシーズンから遠ざかっているチームとなっていた。
2000年に現在の親会社であるロジャース・コミュニケーションズがチームを買収。2004年には本拠地のスカイドームをスポーツコ・インターナショナルから買収し、翌2005年2月、ロジャーズ・センターに改名。ロジャーズ・センターは世界初の開閉式屋根付き球場で、近くにはCNタワーがそびえ立っており、屋根が開いている時には球場内からその威容を眺めることができる。
2006年シーズンはチーム創設30周年に当たるため、右袖に30周年エンブレムが、また、左袖には2005年に亡くなった元・専属アナウンサー、トム・チークを偲んで「TC」のエンブレムが付けられた。
2015年8月、マーク・シャパイロが球団社長兼CEOに就任した。

### 唯一のカナダ球団として
前述の通り、本球団はカナダの都市を本拠地としている球団である。MLBの公式戦では毎試合、開始前にアメリカ合衆国国歌「星条旗」の演奏が行われるが、本球団の試合に限り、ホームゲーム・ビジターゲーム問わずカナダ国歌「オー・カナダ」も演奏される。ブルージェイズのホームゲームの際には先にアメリカ合衆国国歌、続けてカナダ国歌の順に演奏され、ビジターゲームの際はこの順番が逆になる。ロジャース・センターで行われる試合において球場内に掲げられる国旗も、アメリカ合衆国とカナダの2カ国の国旗が掲揚され、ビジターゲームの球場でもカナダ国旗が臨時に掲揚される。
毎年7月1日のカナダ・デー（連邦結成記念日で国民の祝日）には原則ホームゲームが開催され、試合開始前に球場内外でファン向けに様々な催事が行われる。

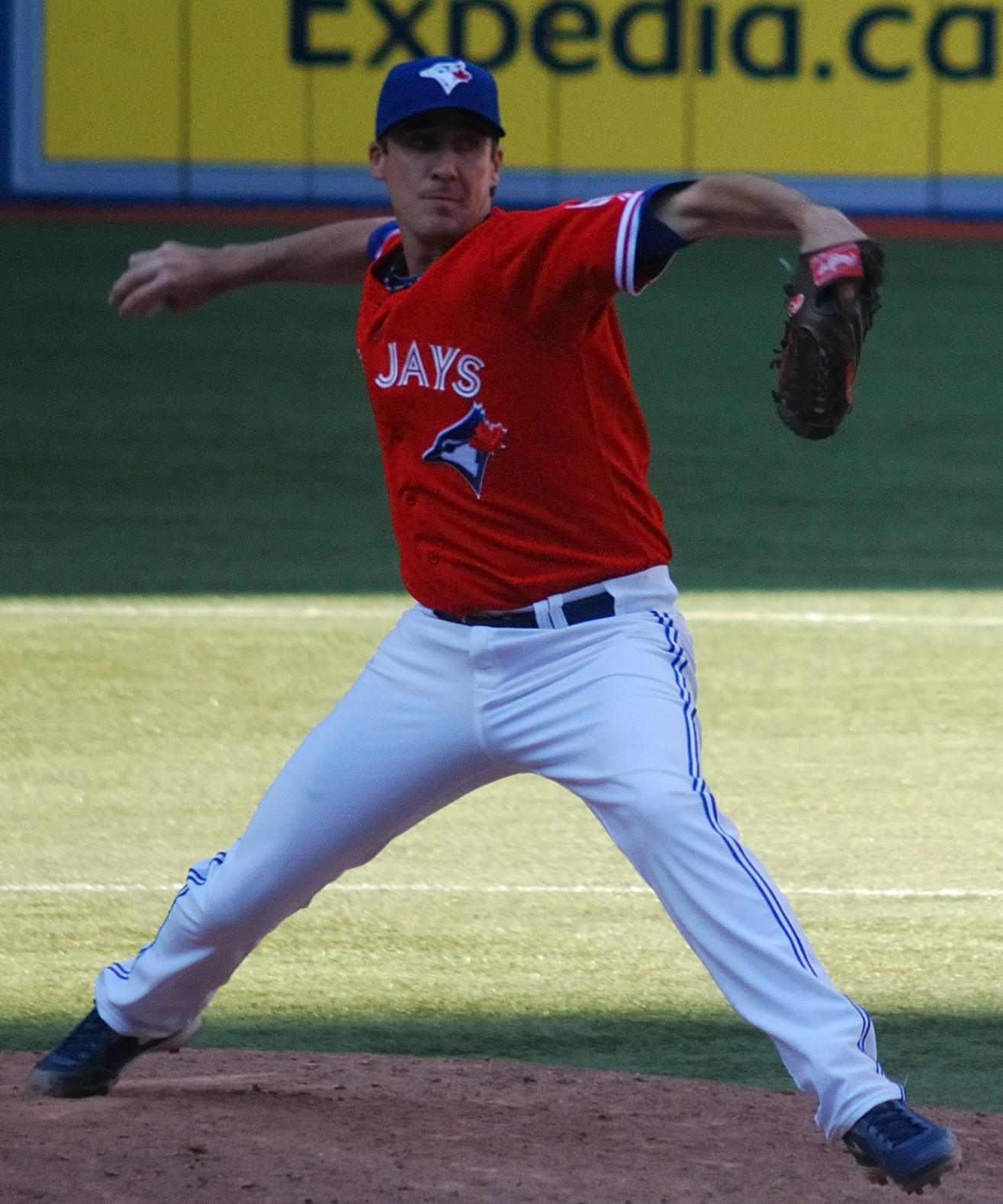
カナダ・デー特別ユニフォームで登板する選手

試合においてはカナダの国旗に使用されている色である赤色をベースにした特別ジャージを着用する。

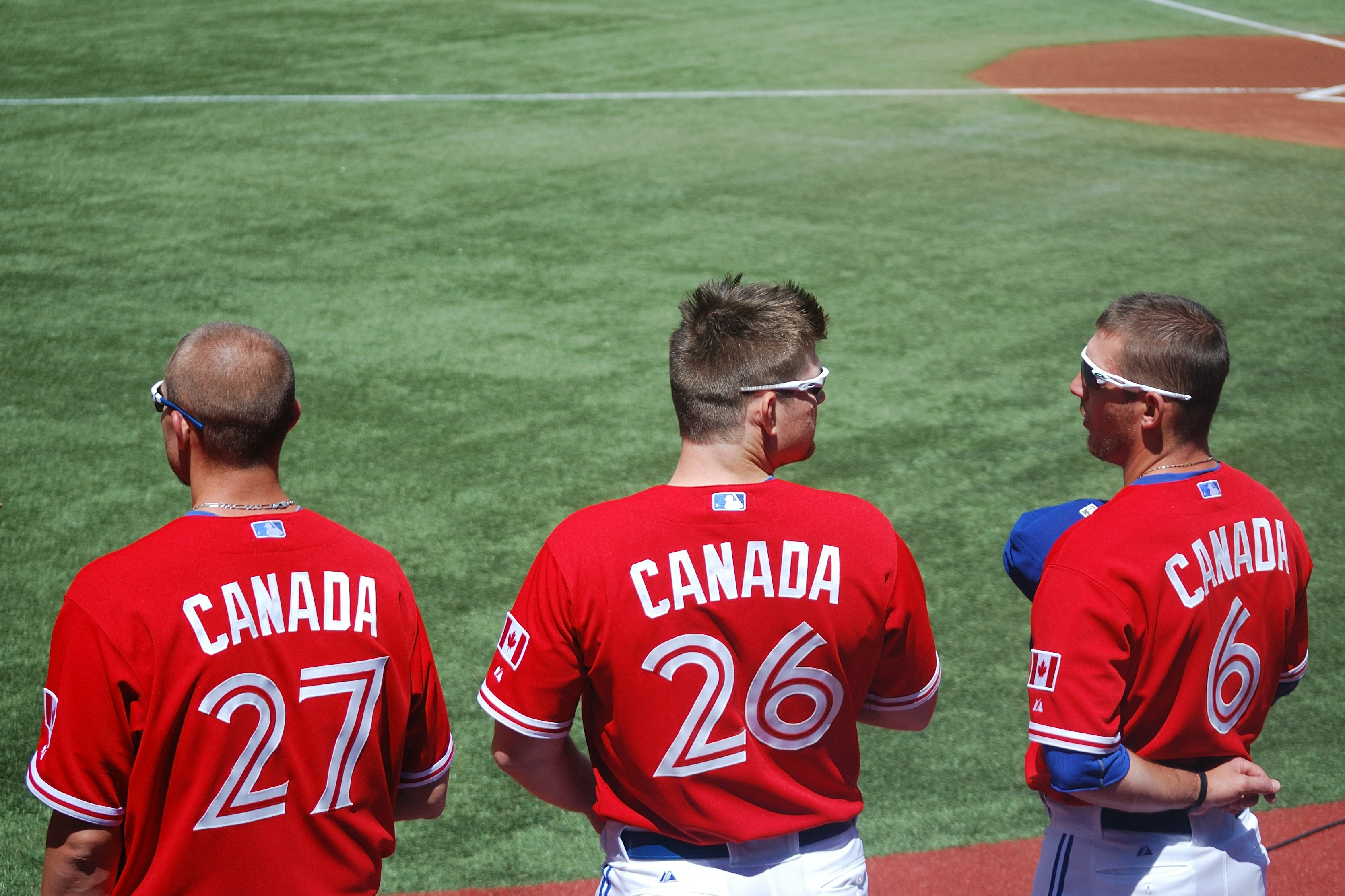
カナダ・デー特別ユニフォームで国歌演奏に挑む選手

かつては背ネームを選手名の代わりに「カナダ」を意味する『CANADA』の文字が入っていた。
唯一のカナダ球団であるが故に、アメリカ合衆国とカナダを関係者が越境しており、2020年にはCOVID-19の影響を受け、カナダ政府よりロジャーズ・センターでの試合を認めない方針を通達された。当初、AAA級の本拠地であるニューヨーク州バッファローや春季キャンプ地のフロリダ州ダニーデンが候補に上がるも、7月25日、AAA級バッファロー・バイソンズの本拠地、セーレン・フィールドを一年間暫定本拠地とすることを発表した。2021年も開幕当初は引き続きカナダでの試合開催はできず、傘下チームの本拠地であるTDボールパーク及びセーレン・フィールドを暫定本拠地とした。7月31日にカナダ政府からの許可が降り、670日ぶりに本拠地トロントのロジャース・センターで公式戦を開催した。

## 球団の歴史

### 1970年代
1977年、アメリカンリーグの拡張で、シアトル・マリナーズとともに誕生。同年4月7日の開幕戦ではシカゴ・ホワイトソックスと対戦。のちに阪神タイガースにも在籍するダグ・オルトの2本塁打の活躍もあり、9対5で初勝利を飾っている。しかし、その後はなかなか勝ち星をあげることができず、54勝107敗を記録し最下位でシーズンを終えた。その後、1979年まで3年連続でシーズン100敗を記録した。

### 1980年代
1982年にボビー・コックスが監督に就任。
1983年には、初めて勝率5割を超え、4位でシーズンを終えた。また、当時のGMであるパット・ギリックが有望な若手選手を数多く獲得したことで、この頃にはジョージ・ベル、ロイド・モスビー、ジェシー・バーフィールドからなる外野手トリオが台頭。
1984年は2位だった。
1985年にはチームの最高勝率となる99勝62敗という成績（2019年現在）で地区初優勝に輝いた。この年のリーグチャンピオンシップシリーズでは、カンザスシティ・ロイヤルズと対戦。3勝1敗でリーグ優勝に王手をかけたが、その後に3連敗を喫し、リーグ優勝を逃している。また、このシーズン限りでコックス監督が退任し、ジミー・ウィリアムズが監督に就任した。
1988年まで3年連続で地区優勝を果たせなかった。
1989年は開幕から12勝24敗と不調が続いたため、5月にはウィリアムスに代わり、シト・ガストンが新監督に就任する。また、6月には世界初の可動式屋根付きスタジアムであるスカイ・ドーム（現・ロジャーズ・センター）が開場した。新監督の就任や新本拠地の開場に伴い、チームは快進撃を続け、2度目の地区優勝を果たした。しかし、リーグチャンピオンシップシリーズではオークランド・アスレチックスと対戦し、1勝4敗で敗れている。

### 1990年代
1990年は、全体的に好調なシーズンを過ごしたものの、首位ボストン・レッドソックスに2ゲーム差の2位に終わった。この年のオフにはサンディエゴ・パドレスとの間でトニー・フェルナンデス、フレッド・マグリフとジョー・カーター、ロベルト・アロマーによる2対2の大型トレードを行っている。
1991年は91勝71敗で3度目の地区優勝を果たすが、リーグチャンピオンシップシリーズでは、ミネソタ・ツインズに敗れ、この年もリーグ優勝を逃している。なお、この年にはMLBで初めて観客動員で400万人を突破している（その後3年間に渡って400万人を維持した）。

#### 2年連続ワールドシリーズ優勝
1992年は前年ツインズでプレーし、チームのワールドシリーズ制覇に貢献したジャック・モリスを獲得。また、カリフォルニア・エンゼルスからデーブ・ウィンフィールドを獲得した。そして、彼らの活躍もあり、4度目の地区優勝を果たした。リーグチャンピオンシップシリーズでは、アスレチックスと対戦。1勝2敗で迎えた第4戦では、7回まで1対6とリードを許していたが、9回にアロマーの2ランで同点に追いつき、延長11回の末、7対6で勝利を収めた。この勝利によって流れを掴み、この後に2連勝、最終的に4勝2敗で初のリーグ優勝を果たした。また、初出場となったワールドシリーズでは、アトランタ・ブレーブスを4勝2敗で下し、初のワールドチャンピオンに輝いた。なお、アトランタでの第2戦のセレモニーで海兵隊カラーガードがカナダ国旗を逆さに掲げる事態が発生し、このことがブルージェイズの選手やファンを奮起させ、ワールドシリーズ初制覇を促したといわれる。また、第3戦では、外野手のデボン・ホワイトが無死一、二塁の場面でデビッド・ジャスティスの大飛球をフェンスにぶつかりながら後ろ向きで捕球する超ファインプレーをみせた。この後すぐに、一塁手のジョン・オルルドへ返球し、飛び出していた一塁走者を刺殺。オルルドは、すぐさま三塁手のケリー・グルーバーへ送球し、グルーバーは二塁走者にタッチした。これによってトリプルプレーを完成させたかにみえたが、審判が見逃していたため、これはならなかった。
シーズン終了後、ワールドシリーズ制覇の立役者となったウィンフィールドが退団。代わりにミルウォーキー・ブルワーズからポール・モリター、アスレチックスからデーブ・スチュワートを獲得した。1993年も圧倒的な強さをみせ、2位のニューヨーク・ヤンキースに7ゲーム差をつける5度目の地区優勝を果たした。なお、この年には7人もの選手がオールスターゲームに選出され、人気、実力共に絶頂期を迎えることとなった。リーグチャンピオンシップシリーズでは、ホワイトソックスを4勝2敗で下し、2度目のリーグ優勝。ワールドシリーズでは、フィラデルフィア・フィリーズとの対戦となり、ブルージェイズが4勝2敗でワールドシリーズ2連覇を果たした。このシリーズは様々な面で記憶に残るものとなった。第4戦では、両先発が共に崩壊し、7回までに9対14と荒れた試合となり、8回にブルージェイズが一挙6点をとって逆転、最終的に15対14でブルージェイズが勝利した。両チームの合計得点である29点はワールドシリーズの最多得点となっている。また、3勝2敗とブルージェイズが王手をかけた第6戦では、6回までに5対1とリードしていたが、フィリーズは7回表に3ランホームランなどで5点を奪って逆転。9回、フィリーズの守護神ミッチ・ウィリアムスがマウンドに上がったが、一死一、二塁の場面で、カーターがレフトスタンドへ優勝決定サヨナラ本塁打を放ち、MLBの歴史に残る劇的な幕切れとなった。

#### 1994年以降
1994年のストライキ以降、高年俸の主力選手を相次いで放出した結果、成績、観客動員ともに低迷した。この間、カルロス・デルガドやショーン・グリーンといった若手が台頭。
1996年には、パット・ヘントゲンがサイ・ヤング賞を獲得した。
1997年にレッドソックスから獲得したロジャー・クレメンスも、在籍した2年間でサイ・ヤング賞を連続で獲得している。しかしこれらもチームの成績とは結びつかない状況が続いた。

### 2000年代
2000年にロジャース・コミュニケーションズが球団を買収。
2004年には67勝94敗と大きく負け越し、最下位に沈んだ。
2005年オフには当時のGMであるJ.P.リッチアーディによる一大補強が行われ、A.J.バーネットやトロイ・グロースなど投打の大物を次々と獲得。
2006年には、補強選手やそれに刺激された既存選手の活躍、若手の台頭もあり、3地区制になって初めて2位でシーズンを終え、1998年以来長らく続いた2強の一角を崩した。
2007年は、新たにフランク・トーマスが加わり、ポストシーズンを狙える位置に近づいたが、打撃陣の不調、故障者の続出もあり、1位レッドソックス、2位ヤンキースから10ゲーム以上離され、進出はならなかった。
2008年も序盤はレッドソックスやタンパベイ・レイズに引き離された最下位と低迷した。6月20日に監督のジョン・ギボンズを解任し、1992年と1993年のワールドシリーズ連覇時の監督であるシト・ガストンを新監督として招聘した。86勝76敗と勝ち越したが地区4位に終わった。チーム防御率は両リーグトップだった。
2009年は投手陣に故障者が続出し、新人主体の先発ローテーションを余儀なくされる。序盤は好調で40試合消化時点では27勝13敗で地区首位に立っていた。しかし、直後に9連敗を喫すると、それ以降は急激に失速し、2年連続の地区4位に終わった。オフの10月3日に大型契約失敗を繰り返したGMのリッチアーディを解任し、後任にアレックス・アンソポロスが就任した。エースのロイ・ハラデイがフィラデルフィア・フィリーズにトレードされ、チームは再建へと舵を切った。

### 2010年代
2010年は2年ぶりに勝ち越しに成功（85勝77敗）。ホームでのオリオールズ戦で全勝という珍記録を成し遂げた。チーム記録の54本の本塁打を放ったホセ・バティスタを中心に強力打線を形成し30球団最多の257本塁打を記録した。このシーズン限りでガストン監督が勇退し、後任に前レッドソックス投手コーチのジョン・ファレルが就任した。
2011年も2年連続の勝率5割以上を達成（81勝81敗）。
2012年は故障者が相次ぎチームは低迷。首位と22ゲーム差の4位に沈んだ。この結果を受けてGMのアンソポロスはオフシーズンに大補強を敢行。11月中旬にマイアミ・マーリンズとの大型トレードで若手選手と交換に先発投手のマーク・バーリーとジョシュ・ジョンソン、盗塁王3度の遊撃手ホセ・レイエス、ユーティリティー・プレーヤーのエミリオ・ボニファシオなどを獲得。さらに12月17日には当時チームのNO.1プロスペクトだったトラビス・ダーノーと交換でその年にサイ・ヤング賞を受賞した投手R.A.ディッキーをニューヨーク・メッツから獲得した。
2013年はシーズン開幕前に5シーズンぶりに復帰した監督のジョン・ギボンズのもと優勝最右翼との呼び声も高かった。しかし、開幕直後にレイエスが左踵を負傷し離脱。ジョンソンは防御率6.20と不振にあえぐなど下馬評通りとはいかなかった。チームはまたもや低迷し74勝88敗で9年ぶりに地区最下位に沈んだ。
2014年に83勝したことにより、そのオフに積極補強を行った。ブレット・ロウリーなど4選手とのトレードでジョシュ・ドナルドソンを獲得し、ピッツバーグ・パイレーツからFAとなっていたラッセル・マーティンも獲得した。
2015年7月末のトレード期限の段階でワイルドカードを狙える位置にいたため、ここでもトレードで積極補強を行った。ホセ・レイエスやその他多数のマイナー選手を手放して、トロイ・トゥロウィツキー、ラトロイ・ホーキンス、デビッド・プライス、ベン・リビア、マーク・ロウを獲得した。9月25日、22年ぶりのプレーオフ出場を決めたのに続き、優勝へのマジックナンバーを1としていた9月30日、前年17年ぶりに東部地区を制したオリオールズに15-2で大勝し、ワールドシリーズと優勝した1993年以来22年ぶりの東部地区優勝を果たした。チームは2番に座ったドナルドソンが41本塁打でリーグ最多の123打点、3番のバウティスタが40本塁打で114打点、4番のエンカルナシオンが39本塁打の111打点と打点だけでもアメリカン・リーグベスト5のうちこの3人が占めるほどの破壊力にモノを言わせ、リーグ最多の26試合で二桁得点を記録した。地区シリーズで4年ぶりに西部地区王者に輝いたレンジャーズには最初の2戦は連敗するが、逆境を跳ね返しその後3連勝し、大逆転でリーグ優勝決定シリーズに進出した。リーグ優勝決定シリーズではリーグ最高勝率で中部地区を制したロイヤルズ相手にも最初の2戦を落とし地区シリーズの再現も期待されたが、地区シリーズでは打率3割3分3厘で出塁率4割7分8厘だったエンカルナシオンが打率2割2分7厘で出塁率2割9分2厘、途中入団ながら9勝1敗と抜群の成績を残しながらポストシーズン7敗と調子の上がらないプライスに至ってはポストシーズンでは防御率6.17と投打で大ブレーキ。最終的にはロイヤルズに6戦目で敗北、ワールドシリーズ出場を逃した。
2016年は2001年から15年インディアンズの経営に携わってきたシャパイロが球団社長に就任し、2年連続でポストシーズンに入ったが、地区シリーズで西部地区を制したレンジャーズにスウィープした一方で、ALCSでは奇しくもシャパイロが前に在籍して中部地区を制したクリーブランド・インディアンスに1勝しかできずに2年連続でリーグ優勝決定シリーズで敗退した。ただ、観客動員数はリーグ最多だった。この年のオフに主力打者のエンカルナシオンがインディアンスに移籍し、穴埋めとしてケンドリス・モラレスを獲得した。
2017年は序盤から故障者が続出し、チームも低迷。2年連続ポストシーズン進出から一転地区4位に転落した。オフにはバウティスタが退団した。
2018年は4月こそ月間勝ち越しに成功したが、その後は失速。夏場以降チームは再建モードへと舵を切り、ロベルト・オスーナ、J.A.ハップ、ドナルドソンら主力をトレード放出し、2年連続で地区4位に終わった。また、このシーズン限りで監督のギボンズが退任した。

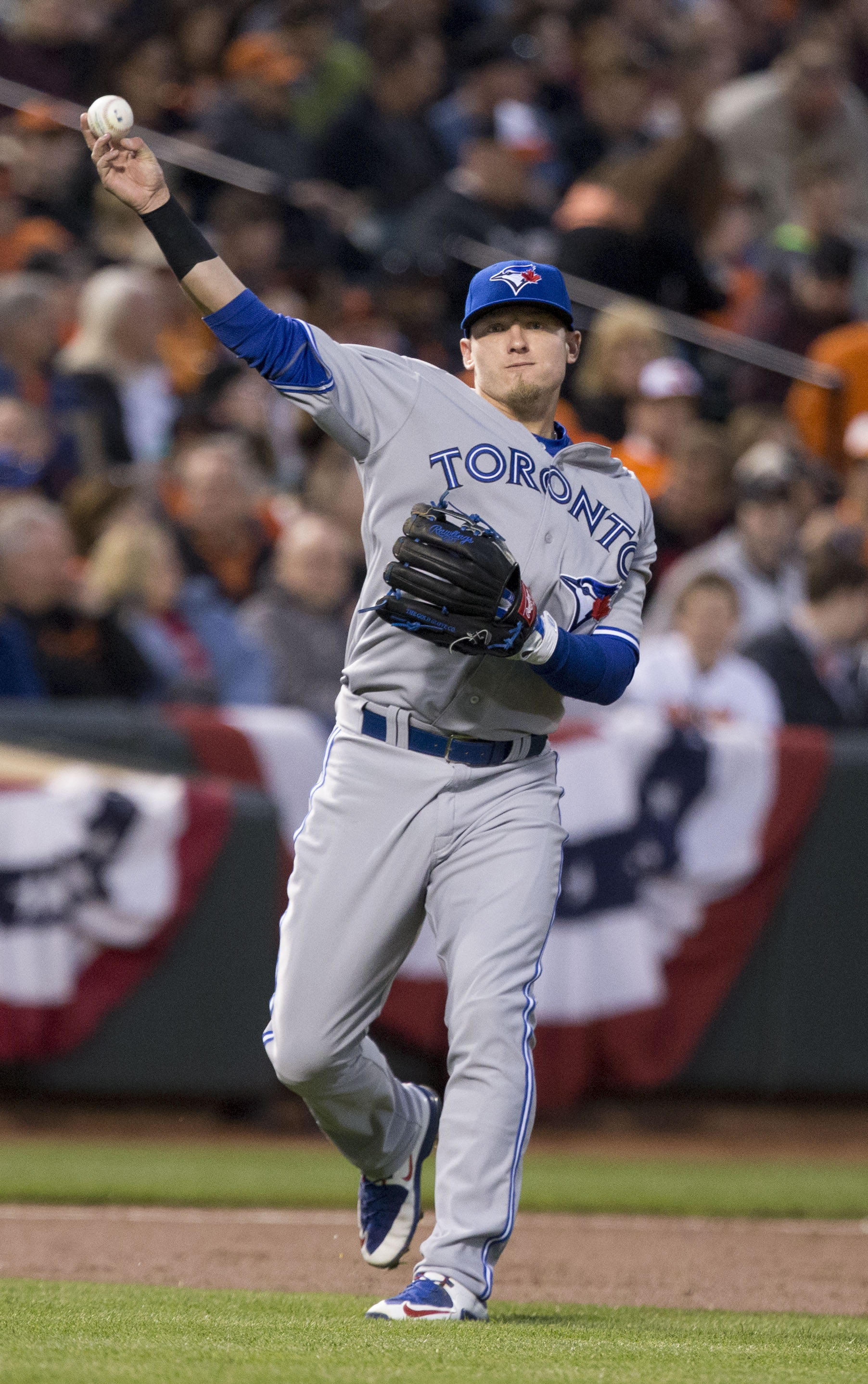
ジョシュ・ドナルドソン。2015年に打点王とリーグMVPを獲得した。

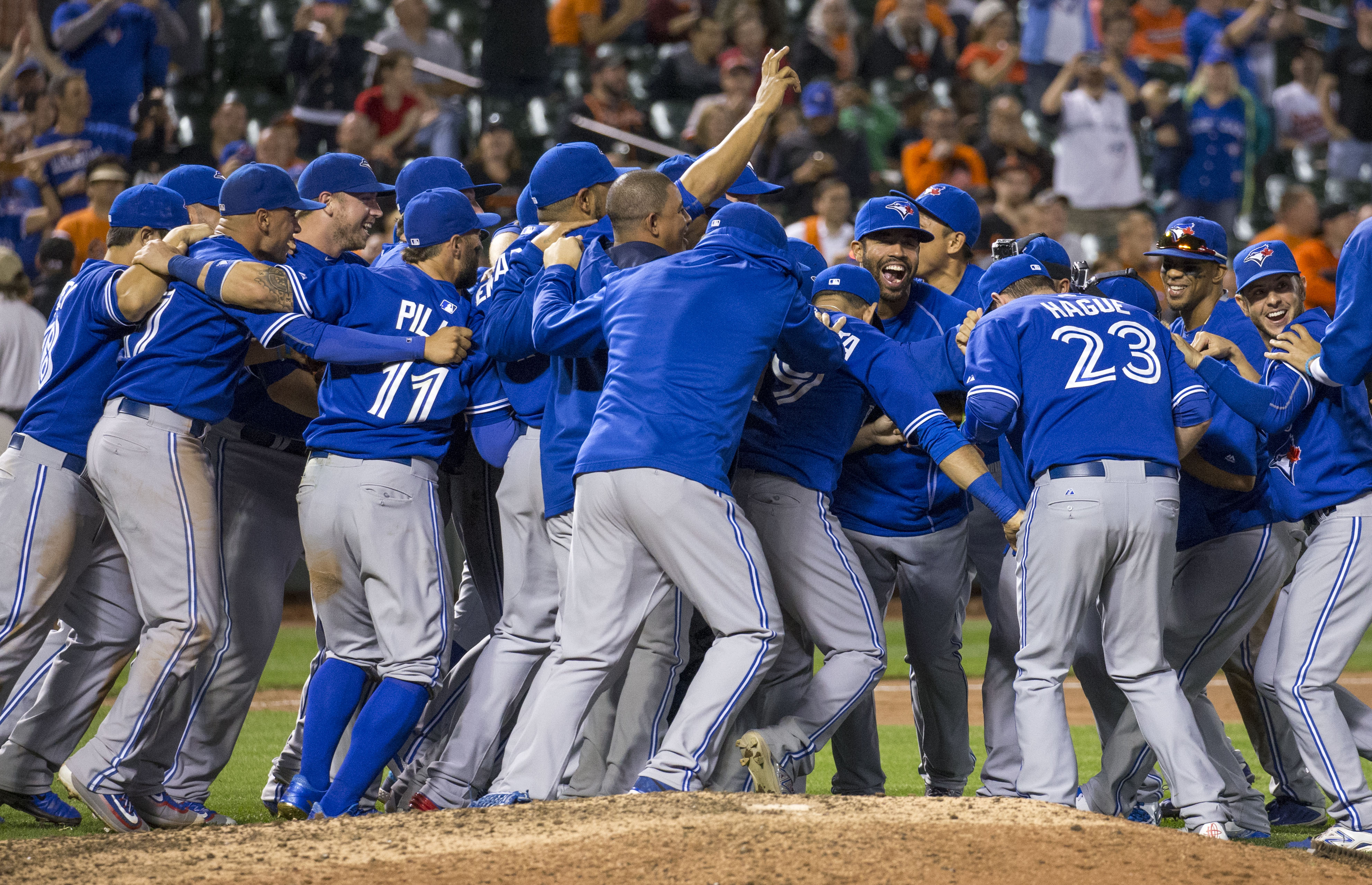
アメリカン・リーグ東地区優勝の瞬間(2015年)

2019年から新監督としてチャーリー・モントーヨが就任した。このシーズンも再建モードを継続させ、開幕前にマーティン、シーズン中にケビン・ピラー、マーカス・ストローマン、アーロン・サンチェスを放出するなどポストシーズンを知るメンバーが続々とチームを去った。一方でチーム内トッププロスペクトで、ブラディミール・ゲレーロの息子ブラディミール・ゲレーロ・ジュニア、ダンテ・ビシェットの息子ボー・ビシェット、クレイグ・ビジオの息子キャバン・ビジオら有望株がメジャーデビューを果たすなど、若手の台頭が目立つシーズンとなった。レギュラーシーズンは3年連続で4位となった。オフにこの年のナショナルリーグ最優秀防御率でロサンゼルス・ドジャースからFAとなっていた柳賢振、さらに読売ジャイアンツからポスティングシステムでのMLB挑戦を目指した山口俊と契約した。

### 2020年代
2020年はシーズン開幕前の1月20日にメッツからFAとなっていたジョー・パニックを獲得した。シーズンではCOVID-19の影響により開幕が大幅に遅れ、またカナダ政府による本拠地使用を認めない方針により、アメリカ合衆国ニューヨーク州バッファローのセーレン・フィールドを暫定本拠地として使用することとなった。2020年のMLBドラフトではオースティン・マーティンを獲得した。7月25日にサンティアゴ・エスピナルがメジャーデビューを果たした。8月31日にダイヤモンドバックスからトレードでロビー・レイ、ドジャースからトレードでロス・ストリップリングを獲得した。9月12日にアレハンドロ・カークがメジャーデビューを果たした。最終的に同年シーズンのみポストシーズンの進出チームが各リーグ8チームずつに増えたこともあり、ワイルドカードとして2016年以来のポストシーズン進出を果たした。ワイルドカードシリーズではタンパベイ・レイズに連敗し敗退した。
2021年はシーズン開幕前にアストロズからFAとなっていたジョージ・スプリンガー、アスレチックスからFAとなっていたマーカス・セミエンを獲得した。1月27日にメッツとのトレードでスティーブン・マッツを獲得した。一方で山口をDFAとした後、放出している。本拠地問題は前年と同様にCOVID-19の影響でロジャーズ・センターの使用不許可とアメリカ合衆国との越境が認められない事で、フロリダ州ダニーデンに所在するTDボールパークを本拠地として使用することとなった。4月30日に過去の性的に違法な調査が入ったため、ロベルト・アロマーがMLBの不適切リストに入り、ロジャーズ・センターにあるアロマーのモニュメントも撤去された。5月5日に6月1日からの暫定本拠地が前年に使用したセーレン・フィールドになることが発表された。6月1日に予定どおり同日から暫定本拠地をセーレン・フィールドとし、球場のアップグレードも行った。当日開催されたマーリンズ戦で106日ぶりにバッファローでの公式戦を開催した。後半戦が始まった7月16日にカナダ政府からの許可がおり、7月31日以降は本拠地のロジャース・センターで試合開催することを発表した。同日に1巡目指名したガナー・ホグランドと契約を結んだ。プレーオフ争いではレイズ・ヤンキース・レッドソックスの後塵を拝しポストシーズン出場は難しい状況であったが夏の移籍市場では買い手に回った。7月29日にアダムスとのトレードでナショナルズからブラッド・ハンドを獲得した。7月30日にマーティン、シメオン・ウッズ・リチャードソンとトレードでホセ・ベリオスをツインズから獲得した。7月31日に670日ぶりにカナダの本拠地トロントのロジャース・センターで公式戦を開催した。チームは9月にプレーオフ争いのライバルであるアスレチックスとヤンキースをスイープするなど8連勝を達成し一気にワイルドカード1番手に浮上した。その後もプレーオフ争いは激化し、レギュラーシーズン残り1試合となった時点で、アメリカンリーグのワイルドカードはヤンキースとレッドソックスを1ゲーム差でブルージェイズとマリナーズが追う展開となった。迎えた最終戦、ブルージェイズは勝利を収めたが、ヤンキース・レッドソックスも勝利したため2016年を上回る91勝をマークしながらポストシーズン進出を逃した。選手個人ではゲレーロ・ジュニアが48本、セミエンは45本の本塁打を放ち、ゲレーロ・ジュニアは本塁打王を獲得。さらにオールスターに選出された4名全員が100打点以上を挙げるなど、強力打線を形成した。投手ではレイが最優秀防御率・最多奪三振の2冠を獲得した。オフの11月7日にセミエンがチームとしては2017年のストローマン以来、チームの二塁手としては2005年のハドソン以来となるゴールドグラブ賞を受賞した。11月17日にレイが自身初、球団史上4人目となるサイ・ヤング賞を受賞した。また、同日にはベリオスと7年契約で契約を延長した。FAとなっていたマッツは11月29日にカージナルスと契約し、同日イェーツがブレーブスと契約、さらにレイは11月30日にマリナーズと契約した。12月1日、ジャイアンツからFAとなっていたケビン・ゴーズマンと5年契約、アストロズFAのイーミ・ガルシアと2年契約をそれぞれ結んだ。12月には翌年3月まで続くロックアウトが始まった。
2022年はFAとなっていたセミエンが1月30日にレンジャーズと契約した。3月14日に菊池雄星と3年契約を結んだ。ロックアウト後、ブルージェイズはアスレチックスとのトレードでマット・チャップマンを獲得。また、ロッキーズとのトレードでグリチャックを放出し、ライメル・タピアを獲得した。ロックアウトの影響でシーズン開幕は4月となり、シーズンも短縮となった。7月13日、ブルージェイズは監督のモントーヨの解任を発表した。これによりベンチコーチのジョン・シュナイダーが暫定監督に就任した。7月22日のレッドソックス戦、チームはタピアの満塁ランニングホームランなどで大量得点をし、1試合28得点で球団新記録を打ち立てた。シーズン中のトレード期限日にロイヤルズとのトレードでウィット・メリフィールドを獲得した。また、期限日後にレッドソックスをDFAとなっていたジャッキー・ブラッドリー・ジュニアと契約した。この年は92勝70敗ながら地区2位で地区優勝には至らなかった。その後、ワイルドカード争いで1位であったためポストシーズンに進出したが、マリナーズに敗れ敗退した。10月21日、チームはシーズン途中から暫定監督を務めたジョン・シュナイダーと監督として3年契約を結んだ事を発表した。この年、ゲレーロ・ジュニアがゴールドグラブ賞を受賞、アレク・マノアがオールMLBの1stチームに選出された。今オフは左打者不足解消および守備力向上のため大型トレードやFA獲得を多く行った。11月16日、シーズン25本塁打を放ったテオスカー・ヘルナンデスがエリック・スワンソン、アダム・マッコとのトレードでマリナーズに移籍した。11月30日、ドジャースやマーリンズで監督を務めたドン・マッティングリーとJ.シュナイダーの監督就任で空席となっていたベンチコーチでコーチ契約を交わした。12月14日、ストリップリングがジャイアンツへFA移籍した。翌12月15日、チームはケビン・キアマイアーと単年契約を結ぶと、更にその2日後にはクリス・バシットと3年契約を結んだ。トレードでドールトン・バーショを獲得した。それに伴い、グリエル・ジュニア、ガブリエル・モレノがダイヤモンドバックスへ移籍した。
2023年、1月にブランドン・ベルトと1年契約を、ジェイ・ジャクソンとマイナー契約をそれぞれ交わした。その後、チャド・グリーンとも契約を交わし、ビシェットとは新たに3年契約を交わした。この年行われたWBCにゲレーロ・ジュニア、ベリオス、ガルシアらが代表に選出された(ゲレーロ・ジュニアは出場辞退)。7月のオールスターゲームにはロマノ、ゴーズマン、ゲレーロ、メリフィールド、アレハンドロ・カークの5選手が選ばれた。また、オールスターゲーム前夜に行われたホームランダービーではゲレーロ・ジュニアが優勝を果たした。トレード期限前にはカージナルスからヘネシス・カブレラ、ジョーダン・ヒックス、ポール・デヨングをそれぞれ異なるトレードで獲得したが、デヨングは極度の不振に陥り、怪我で戦線離脱していたビシェットも復帰したため、僅か18日でDFAとなった。8月4日、デイビス・シュナイダーがメジャー初昇格した。シュナイダーはメジャー初打席でグリーンモンスター越えのホームランを放つと、昇格後の3試合で9安打2本塁打を記録した。これはMLBタイ記録であり、この記録の達成者は1901年のコーカー・トリプレット以来2人目である。8月12日、2015年の優勝などに貢献したホセ・バティスタがレベル・オブ・エクセレンスに新たに名を連ねた。この年も89勝73敗、地区3位で地区優勝を逃したが、ワイルドカードで2年連続のポストシーズン進出を果たした。ポストシーズンは1回戦でツインズに連敗し、敗退した。シーズン終了後の11月2日、チャップマン、ヒックス、柳賢振、ベルトの4人がFAに、11月5日にはメリフィールドが相互オプションを破棄してFAとなった。同日、14年間に渡りチームの三塁ベースコーチを務めたルイス・リベラの退任が発表された。代役としてカルロス・フェブリスが内野守備兼三塁ベースコーチに就任した。また、球団社長はGMのアトキンスと監督のシュナイダーの続投を発表し、その後、デマロ・ヘールを助監督として新たに招聘することを発表した。11月17日、アダム・シンバーがFAとなった。12月28日にはキアマイアーと単年で再契約を結び、12月29日にはアイザイア・カイナー＝ファレファを獲得した。
2024年は1月30日にジャスティン・ターナーと単年契約を、2月9日にジャリエル・ロドリゲスと5年契約をそれぞれ結んだ。2月13日、オット・ロペスをジャイアンツとの金銭トレードで放出した。3日後の2月16日、ダニエル・ボーゲルバックとマイナー契約を結んだ。3月8日にはそれまでレッズ一筋22年のフランチャイズ・プレイヤーであり、チームの本拠地であるトロント出身のジョーイ・ボットとマイナー契約を結んだ。

## チーム名の由来

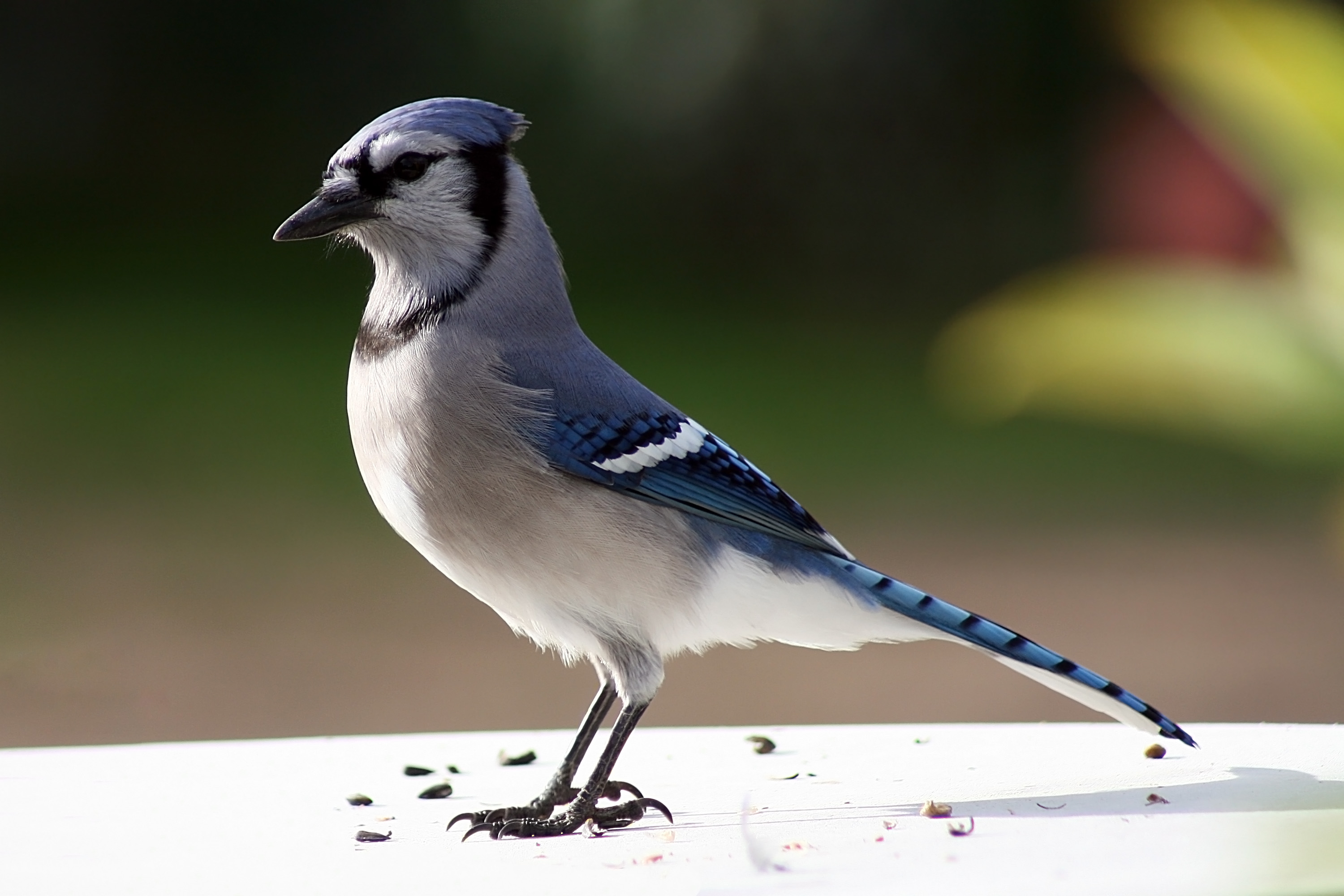
チーム名の由来のアオカケス

チーム名の由来は北米で見られる美しい鳥であるアオカケス（Blue Jay）からとられている。

## 選手名鑑

### アメリカ野球殿堂表彰者
- ロベルト・アロマー (Roberto Alomar)
- ロイ・ハラデイ (Roy Halladay)
- フレッド・マグリフ (Fred McGriff)
- ポール・モリター (Paul Molitor)
- ジャック・モリス (Jack Morris)
- フィル・ニークロ (Phil Niekro)
- デーブ・パーカー (Dave Parker)
- スコット・ローレン (Scott Rolen)
- フランク・トーマス (Frank Thomas)
- デーブ・ウィンフィールド (Dave Winfield)

### 永久欠番
| 番号 | 選手                                    | ポジション | 備考                 |
| ---- | --------------------------------------- | ---------- | -------------------- |
| 32   | ロイ・ハラデイ (Roy Halladay)           | 投手       | 2018年指定           |
| 42   | ジャッキー・ロビンソン(Jackie Robinson) | 二塁手     | 全球団共通の永久欠番 |

#### 失効した永久欠番
12 - ロベルト・アロマー
2014年に野球関連事業の女性従業員に対しての性的不正行為で2021年4月にレベル・オブ・エクセレンスと共に失効。その後2023年シーズン途中に移籍加入したジョーダン・ヒックスが背番号「12」を着用したため、欠番状態は解消された。

#### レベル・オブ・エクセレンス
1996年より制定、個人を顕彰し球団に多大な貢献をした選手、監督などに贈られる栄誉。他球団における球団殿堂入り、準永久欠番と同格。本拠地ロジャーズ・センターの座席レベル500の周りに、受賞者の名前、場合によってはユニフォーム番号が表示される。
- - ポール・ビーストン (Paul Beeston) - 球団代表
- - パット・ギリック (Pat Gillick) - ゼネラルマネージャー
- - トニー・フェルナンデス(Tony Fernández) - 内野手
- - ジョージ・ベル (George Bell) - 外野手
- - カルロス・デルガド (Carlos Delgado) - 内野手
- - ジョー・カーター (Joe Carter) - 外野
- - デーブ・スティーブ (Dave Stieb) - 投手
- - シト・ガストン (Cito Gaston) - 監督
- 32 ロイ・ハラデイ (Roy Halladay) - 投手
- 4306 トム・チーク (Tom Cheek) - アナウンサー (4306 準永久欠番)
- - ホセ・バティスタ (Jose Bautista) - 外野

### 歴代所属日本人選手
- 53 マイケル中村（2004年）※ オーストラリアとの二重国籍
- 18 大家友和（2007年）
- 56 五十嵐亮太（2012年）
- 66 川﨑宗則（2013年 - 2015年）
- 23 青木宣親（2017年）
- 1 山口俊（2020年）
- 16 菊池雄星（2022年 - 2024年）
- 29 加藤豪将（2022年）※ アメリカ合衆国との二重国籍

## チーム記録

### 通算記録

#### 打撃部門
- 出場試合：1450 トニー・フェルナンデス(Tony Fernandez)
- 打席：6018 カルロス・デルガド(Carlos Delgado)
- 打数：5470 バーノン・ウェルズ(Vernon Wells)
- 得点：889 カルロス・デルガド(Carlos Delgado)
- 打率[注釈 5][注釈 6]：.307 ロベルト・アロマー(Roberto Alomar)
- 安打：1583 トニー・フェルナンデス(Tony Fernandez)
- 本塁打：336 カルロス・デルガド(Carlos Delgado)
- 打点：1058 カルロス・デルガド(Carlos Delgado)
- 盗塁：255 ロイド・モスビー(Lloyd Moseby)
- 盗塁死：86 トニー・フェルナンデス(Tony Fernandez)、ダマソ・ガルシア(Damaso Garcia)、ロイド・モスビー(Loyd Moseby)
- 盗塁成功率：84.56% デボン・ホワイト(Devon White)
- 死球：122 カルロス・デルガド(Carlos Delgado)
- 敬遠：128 カルロス・デルガド(Carlos Delgado)
- 三振：1242 カルロス・デルガド(Carlos Delgado)
- 犠打：74 アルフレド・グリフィン(Alfredo Griffin)
- 犠飛：65 ジョー・カーター(Joe Carter)
- 併殺：146 バーノン・ウェルズ(Vernon Wells)
- 凡退：4174 バーノン・ウェルズ(Vernon Wells)
- 出塁率[注釈 5]：.395 ジョン・オルルド(John Olerud)
- OPS[注釈 5]：.949 カルロス・デルガド(Carlos Delgado)
- 本塁打率[注釈 5]：14.90 カルロス・デルガド(Carlos Delgado)
- 三振率(最高)[注釈 5]：17.6 ボブ・ベイラー(Bob Bailor)
- 三振率(最低)[注釈 5]：.076 ダマソ・ガルシア(Damaso Garcia)

#### 投手部門
- 登板試合数：505 ジェイソン・フレイザー(Jason Frasor)
- 先発試合数：408 デーブ・スティーブ(Dave Stieb)
- 投球回数：2873.0 デーブ・スティーブ(Dave Stieb)
- 防御率[注釈 7][注釈 8]：3.418 デーブ・スティーブ(Dave Stieb)[注釈 9]
- 勝利：175 デーブ・スティーブ(Dave Stieb)
- 敗北：140 ジム・クランシー(Jim Clancy)
- 奪三振：1658 デーブ・スティーブ(Dave Stieb)
- 自責点：1091 デーブ・スティーブ
- セーブ：217 トム・ヘンキー(Tom Henke)
- 完投：103 デーブ・スティーブ(Dave Stieb)
- 完封：30 デーブ・スティーブ(Dave Stieb)

※2023年シーズン終了時点。

### シーズン記録

#### 打撃部門
- 安打：215 バーノン・ウェルズ(Vernon Wells) 2003年
- 得点：134 ショーン・グリーン(Shawn Green) 1999年
- 打率：.363 ジョン・オルルド(John Olerud) 1993年
- 本塁打：54 ホセ・バティスタ(Jose Bautista) 2010年
- 打点：137 カルロス・デルガド(Carlos Delgado) 2000年
- 盗塁：60 デーブ・コリンズ(Dave Collins) 1984年

#### 投手部門
- 防御率：2.05 ロジャー・クレメンス(Roger Clemens) 1997年
- 勝利：22 ロイ・ハラデイ(Roy Halladay) 2003年
- 奪三振：292 ロジャー・クレメンス(Roger Clemens) 1997年
- セーブ：45 デュアン・ウォード(Duane Ward) 1993年

※2014年シーズン終了時点。

### その他
- 無安打無得点試合：デーブ・スティーブ(Dave Stieb) 1990年9月2日 対クリーブランド・インディアンス
- 最多得点：28得点 2022年7月22日 対ボストン・レッドソックス

## 傘下マイナーチーム
| クラス | チーム                                                                          | 参加リーグ                                            | 提携   | 本拠地                                                              |
| ------ | ------------------------------------------------------------------------------- | ----------------------------------------------------- | ------ | ------------------------------------------------------------------- |
| AAA    | バッファロー・バイソンズ Buffalo Bisons                                         | インターナショナルリーグ International League         | 2013年 | ニューヨーク州バッファロー セーレン・フィールド                     |
| AA     | ニューハンプシャー・フィッシャーキャッツ New Hampshire Fisher Cats              | イースタンリーグ Eastern League                       | 2003年 | ニューハンプシャー州マンチェスター デルタ・デンタル・スタジアム     |
| High-A | バンクーバー・カナディアンズ Vancouver Canadians                                | ノースウェストリーグ Northwest League                 | 2011年 | ブリティッシュコロンビア州バンクーバー ナットベイリー・スタジアム   |
| Low-A  | ダニーデン・ブルージェイズ Dunedin Blue Jays                                    | フロリダ・ステートリーグ Florida State League         | 1985年 | フロリダ州ダニーデン ダニーデン・スタジアム                         |
| Rookie | フロリダ・コンプレックスリーグ・ブルージェイズ Florida Complex League Blue Jays | フロリダ・コンプレックスリーグ Florida Complex League | 2007年 | フロリダ州ダニーデン エンゲルバート・コンプレックス                 |
| Rookie | ドミニカン・サマーリーグ・ブルージェイズ Dominican Summer League Blue Jays      | ドミニカン・サマーリーグ Dominican Summer League      | 1989年 | ドミニカ共和国ボカチカ ボカチカ・ベースボールシティ・コンプレックス |